# Mitsuhisa Taguchi
Mitsuhisa Taguchi (n. 14 februarie 1955, Akita, Japonia – d. 12 noiembrie 2019, Tokyo⁠(d), Tōkyō, Japonia) a fost un fotbalist japonez.

## Statistici
| Japonia | Japonia | Japonia |
| An      | Meciuri | Goluri  |
| ------- | ------- | ------- |
| 1975    | 1       | 0       |
| 1976    | 3       | 0       |
| 1977    | 5       | 0       |
| 1978    | 13      | 0       |
| 1979    | 8       | 0       |
| 1980    | 4       | 0       |
| 1981    | 4       | 0       |
| 1982    | 8       | 0       |
| 1983    | 9       | 0       |
| 1984    | 4       | 0       |
| Total   | 59      | 0       |